# Hôtel Tassel
Hôtel Tassel (franska: Hôtel Tassel, nederländska: Hotel Tassel) är ett privathus i Bryssel, ritat av Victor Horta för den belgiske forskaren professor Emile Tassel 1893–1894. Den anses vara den första riktiga jugendbyggnaden med hänsyn till dess innovativa plan och banbrytande användning av material och dekorationer. Tillsammans med tre andra privathus av Horta, däribland hans eget hus och ateljé ingår Hotel Tassel i världsarvet Betydande verk av arkitekten Victor Horta i Bryssel. Hotel Tassel ligger på Rue Paul-Emile Jansonstraat 6 i Bryssel.

## Historia

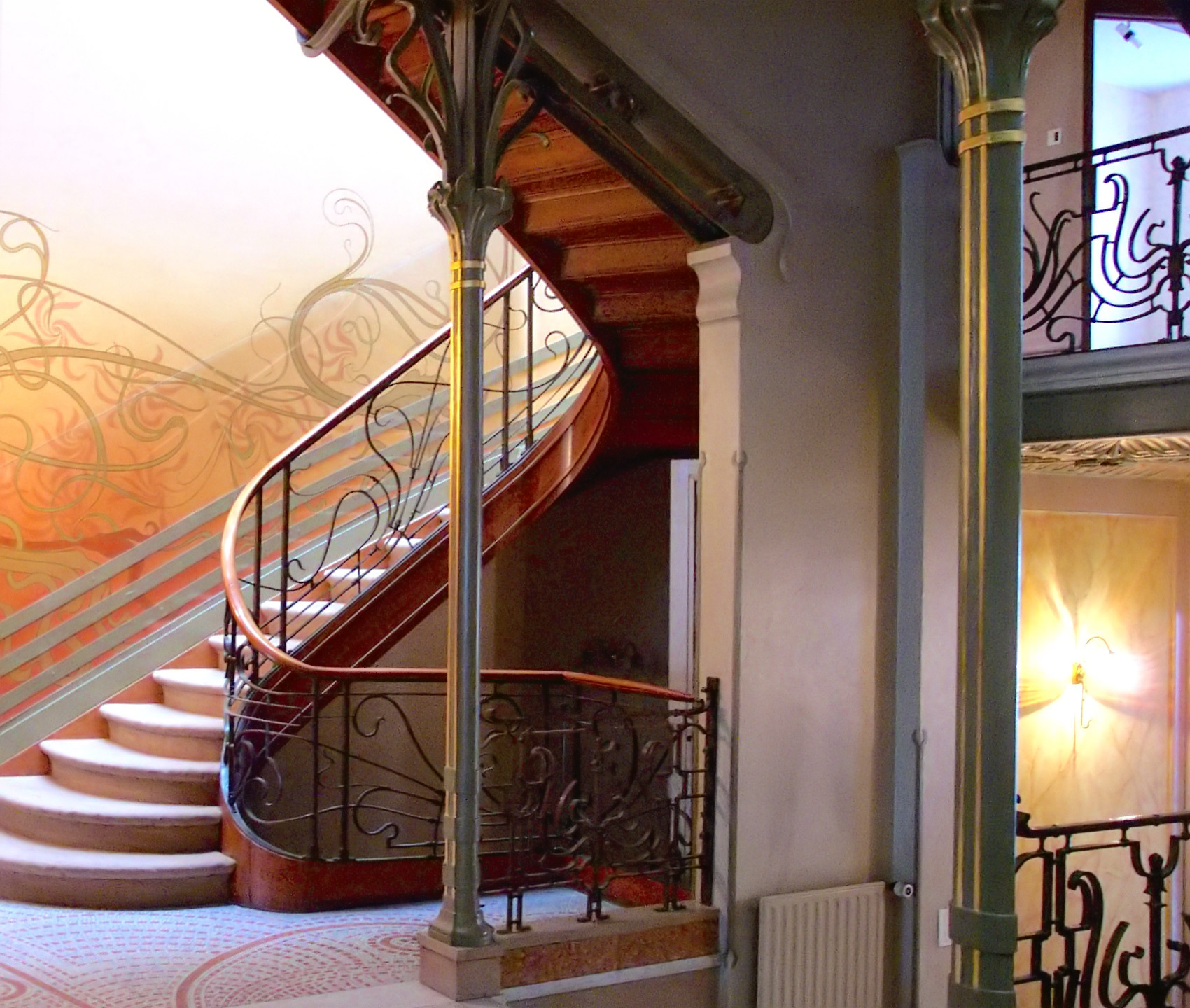
Trappa i Hôtel Tassel

Det första stadshuset (townhouse) som ritades av Victor Horta var Maison Autrique. Denna bostad var redan innovativ för sin tillämpning av ett nytt dekorativt system (jugend) som inte saknade referenser till andra historiska arkitekturstilar. Planritningarna och den rumsliga sammansättningen av Maison Autrique var dock ganska traditionella. På den djupa och smala byggnadsytan organiserades rummen enligt den i Belgien då rådande traditionella ordningen. Den bestod av ett antal rum efter varandra byggnadens vänstra sida flankerad av en relativt smal entréhall med trappor och en korridor som ledde till en smal innergård. Från byggnadens tre-rumssvit hade endast det första och det sista fönster så det mittersta rummet (vanligen använt som matsal) var ganska dystert.
I Hôtel Tassel bröt Horta tydligt med denna traditionella ordning. Faktum är att han byggde ett hus bestående av tre olika delar. Två ganska konventionella byggnader i tegel och natursten — ett ut mot gatan och ett på gårdssidan — som vara sammanlänkade med en stålstruktur täckt med glas. Den fungerar som den sammanbindande delen i den rumsliga sammansättningen av huset och har trappor och trappavsatser som ansluter till olika rum och våningsplan. Genom glastaket fungerar den som ett ljusgård som ger naturligt ljus i mitten av byggnaden. I denna del av huset, som även kan användas för att ta emot gäster, använde Horta alla sina färdigheter som inredare. Han designade varje liten detalj; dörrhandtag, träarbeten, paneler och fönster med målat glas, mosaikgolv och inventarier. Horta lyckades integrera den påkostade inredningen utan att maskera de allmänna arkitektoniska strukturerna.
Innovationerna gjorda i Hôtel Tassel kom att markera den stil och förhållningssätt hans senare stadshus fick, däribland Hôtel van Eetvelde, Hôtel Solvay och arkitektens eget hus och ateljé. Det kan vara överflödigt att nämna att dessa hus var mycket dyra och endast överkomliga för stadens rika invånare med smak för avant-garde. Av denna anledning följdes inte de rena arkitektoniska innovationerna mycket av andra arkitekter. De flesta jugendhusen i Belgien och andra europeiska länder var inspirerade av Hortas dekorativa 'whiplash'-stil som ofta används i en mer traditionell byggnad.
Hôtel Tassel hade ett avgörande inflytande på den franske jugendarkitekten Hector Guimard som senare utvecklade en personlig tolkning av Hortas exempel.
Hôtel Tassel är för närvarande ett privat kontorshus som inrymmer en advokatbyrå och dess inre är inte tillgängligt för allmänheten.

## Ett världsarv
Världsarvskommittén gav Hôtel Tassel världsarvsstatus år 2000.
| ” | De fyra större stadshusen - Hôtel Tassel, Hôtel Solvay, Hôtel van Eetvelde, och Maison & Atelier Horta – belägna i Bryssel och ritade av arkitekt Victor Horta, en av de tidigaste initiativtagarna till Art Nouveau, är ett av de mest anmärkningsvärda banbrytande arkitektoniska verken från slutet av 1800-talet. Den stilistiska revolutionen representerad av dessa verk kännetecknas av deras öppna plan, ljusets spridning och den briljanta föreningen av böjda dekorationslinjer i byggnadsstrukturen. | „ |